# هورشهاوزن
هورشهاوزن (به آلمانی: Hörschhausen) یک شهر در آلمان است که در فولکانایفل واقع شده‌است. هورشهاوزن ۱۶۵ نفر جمعیت دارد.